# Magid Abraham
Magid M. Abraham (n. 13 de abril de 1958) es un empresario especializado en investigación de mercados, modelos de consumo y soluciones de información. A lo largo de su carrera, ha ocupado varios cargos ejecutivos dos de ellos en las compañías que él mismo fundó.
Ha escrito artículos para varios diarios y publicaciones académicas, incluyendo Harvard Business Review, Journal of Marketing Research y Marketing Science. Suele ser vocero en conferencias internacionales de mercadotecnia, donde discute por lo general tendencias del Internet y conceptos de mercadotecnia.

## Biografía
Abraham nació en un pequeño pueblo de Líbano y pasó su infancia en la granja de su padre. Asistió a la escuela secundaria de Líbano, y eventualmente ingresó a la universidad de ingeniería de París, École Polytechnique. Se mudó a los Estados Unidos para asistir a la Escuela de Administración y Dirección de Empresas Sloan, donde obtuvo la maestría en administración de negocios en 1981 y luego un doctorado de filosofía en investigación de operaciones.